# جورج کارپاتی
جورج کارپاتی (به مجاری: Kárpáti György) (زادهٔ ۲۳ ژوئن ۱۹۳۵ – درگذشته ۱۷ ژوئن ۲۰۲۰) بازیکن واترپلو اهل مجارستان بود. او در بازی‌های المپیک تابستانی ۱۹۵۲، ملبورن ۱۹۵۶ و توکیو ۱۹۶۴ به عنوان بازیکن به همراه تیم ملی کشورش مدال طلا کسب کرد. کارپاتی در مسابقات کشوری و بین‌المللی در مجموع برندهٔ ۳ مدال طلا و ۱ مدال برنز شد.

## توضیحات
1. ↑  تلفظ اصلی دْیوردْیْ است.